# Міжнародний день дитячої книги
Міжнаро́дний день дитя́чої кни́ги — свято, встановлене з ініціативи та за ухвалою Міжнародної ради дитячої книги. Відзначається щороку (починаючи з 1967) 2 квітня — в день народження великого казкаря Ганса Крістіана Андерсена. Цим підкреслюється надзвичайно важлива роль дитячої книги у формуванні духовного та інтелектуального обличчя нових поколінь Землі. 

## Традиції святкування
Зазвичай до цього дня у багатьох країнах приурочують проведення тижня 
дитячої та юнацької книги. Проводять ранки, конкурси, виставки, 
конференції і фестивалі, присвячені найкращим книгам світу. Програми 
яскраві, розважальні, такі, що запам’ятовуються. Традиційно з нагоди 
свята представники IBBY організовують в школах різних країн урочисті 
заходи для дітей, зустрічі з авторами і ілюстраторами, конкурси на 
найкращий твір тощо. І
скрізь, у всіх країн і народів королем свята вважається Андерсен. 
Чарівному казкарю Андерсену належать романи, п’єси, вірші, проте в 
літературі він залишився перш за все як автор казок та історій, що 
склали 24 збірки, виданих в 1835–1872. Світову славу Андерсену принесли 
його казки, в яких поєднується романтика і реалізм, фантазія та гумор і 
сатира. Біографія Андерсена теж нагадує казку, особливо якщо з довірою 
поставитися до його розповіді про себе в двох великих мемуарних нарисах 
«Казка мого життя». Твори Андерсена спонукали українського композитора 
Жанну Колодуб до створення багатьох музичних творів для дітей. Серед них
— «Снігова королева» та інші. 

## Українські письменники, які писали для дітей
У наш складний і бурхливий час, коли стрімко зростає потік інформації, що його дістає дитина з усіх можливих джерел, твори дитячих письменників проходять випробування на подальше життя.   

### Наталя Забіла
Наталя Забіла — одна з найстарших українських письменниць, яка писала переважно для дітей. Впродовж усього творчого життя вона сповідувала один принцип: для дітей треба писати так само добре, як і для дорослих, і навіть ще краще. Саме тому книжки письменниці й донині читають, знають і люблять. Зроблене Наталею Львівною в дитячій літературі важко переоцінити. Адже вона була фундаторкою української радянської дитячої літератури і стала її досвідченим майстром. Дуже популярними серед юних читачів є збірки: «Під ясним сонцем», «Веселим малюкам», «У широкий світ», «Оповідання, казки, повісті», «Стояла собі хатка». Однією з найкращих книжок Наталі Забіли є цикл віршованих оповідань «Ясоччина книжка».  

### Ганна Чубач
Відома українська поетеса Ганна Чубач казки почала складати для молодших сестер. Стіна в маленькій кімнаті письменниці завішана картинами. На них герої казок і віршів Чубач — ворони, коти і лебеді. 
Вони намальовані лаком для нігтів і прикрашені бісером. Сама поетеса говорить, що її казки не придумані, а життєві. 1983 року видавництво «Веселка» видало її першу дитячу книжку «Йшла синичка до кринички». 
Пізніше вийшла книжка «Веселі чомучки», а ще Ганна Чубач написала 11 абеток для дітей.
Дитячі книги вбирають у себе цілий світ: все цікаве, що трапляється на світі, рано чи пізно в них потрапляє. Їх нескінченне строкате різноманіття тішитиме все нові й нові покоління дітвори.